# Survival of the Sickest
Survival of the Sickest es el cuarto álbum de estudio de la banda estadounidense Saliva y fue lanzado el 17 de agosto de 2004.
"No Hard Feelings" es la única canción que cuenta con las voces de rap en el puente y también tiene las mismas letras exactas en "No Regrets" simplemente usando un enfoque musical diferente para ambas canciones. El álbum produjo dos sencillos, "Survival of the Sickest" en julio de 2004, y "Razor's Edge" en el mes de noviembre del año 2004. La pista del título de este álbum aparece en los videojuegos, NASCAR 2005: Chase for the Cup y Backyard Wrestling 2: There Goes The Neighborhood, y fue el tema oficial de WWE de Pay-per-view WWE Unforgiven.

## Lista de canciones
| N.º | Título                                      | Escritor(es)                                 | Duración |  |
| 1.  | «Rock & Roll Revolution»                    | Josey Scott, Wayne Swinny                    | 4:39     |  |
| 2.  | «Bait & Switch»                             | Scott, Swinny                                | 3:34     |  |
| 3.  | «One Night Only»                            | Scott                                        | 3:55     |  |
| 4.  | «Survival of the Sickest»                   | Scott, Swinny                                | 4:08     |  |
| 5.  | «No Regrets (Volume 2)»                     | Scott, Swinny, Michael Baskette, Paul Crosby | 5:02     |  |
| 6.  | «Two Steps Back»                            | Scott, Swinny, Chris D'Abaldo                | 3:34     |  |
| 7.  | «Open Eyes»                                 | Scott, Baskette, Swinny                      | 3:56     |  |
| 8.  | «Fuck All Y'all»                            | Scott, D'Abaldo, Swinny                      | 3:29     |  |
| 9.  | «I Want You»                                | Scott, Swinny                                | 3:41     |  |
| 10. | «Carry On»                                  | Scott, D'Abaldo, Dave Novotny                | 3:30     |  |
| 11. | «Razor's Edge» (con Brad Arnold)            | Scott, Novotny, Swinny                       | 3:22     |  |
| 12. | «No Hard Feelings»                          | Scott, Swinny, Baskette, Crosby, Swinny      | 3:56     |  |
| 13. | «Sex, Drugs & Rock 'n' Roll» (Pista oculta) |                                              | 4:17     |  |

## Posicionamiento en lista
Álbum
| Año  | Lista             | Posición |
| ---- | ----------------- | -------- |
| 2004 | The Billboard 200 | 20       |

Sencillos
| Año  | Sencillo                  | Lista                  | Posición |
| ---- | ------------------------- | ---------------------- | -------- |
| 2004 | "Survival of the Sickest" | Mainstream Rock Tracks | 6        |
| 2004 | "Survival of the Sickest" | Modern Rock Tracks     | 22       |
| 2004 | "Razor's Edge"            | Mainstream Rock Tracks | 17       |